# دارويية (اسماعيلي كرمان)
داروییة (بالفارسية: داروییه) هي قرية تقع في إيران في منطقة إسماعيلي. يقدر عدد سكانها بـ 736 نسمة بحسب إحصاء 2016.